# Kavrochóri
Kavrochóri, en grec moderne : Καβροχώρι, est un village du dème de Malevízi, de l'ancienne municipalité de Gázi, dans le district régional d'Héraklion en Crète, en Grèce. Selon le recensement de 2011, il compte 503 habitants. 
Le village est baptisé en référence au crabe Brachyura, en grec moderne : Κάβουρας (en Crète ce crabe, est présent dans la rivière Gazano voisine), ou au nom de famille des premiers colons, qui portaient le nom de famille Kavros.
Kavrochóri est mentionné par Francesco Barozzi en 1577 sous le nom de Cavroghori, dans le recensement de Kastrofylakas, en 1583, sous le nom de Cavrocori avec 159 habitants, et par Francesco Basilicata en 1630 comme Cavrohori. Dans le recensement turc de 1671 il est appelé Kavlahori. Au recensement de 1881, il comptait 89 chrétiens et 44 Turcs et faisait partie de la municipalité de Tylissos.

## Source de la traduction
- (el) Cet article est partiellement ou en totalité issu de l’article de Wikipédia en grec moderne intitulé « Καβροχώρι Ηρακλείου » (voir la liste des auteurs).